# West Coast rap

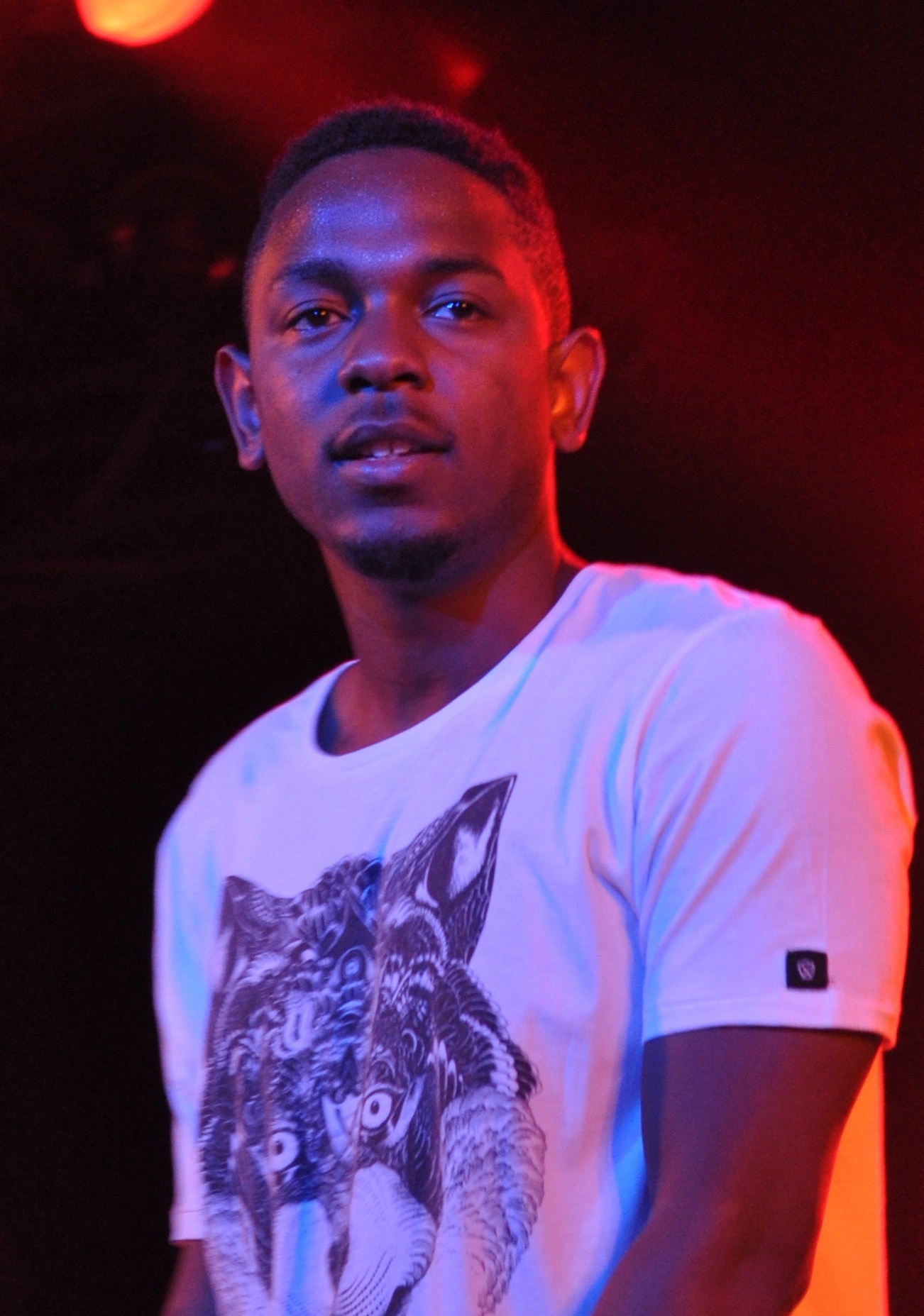
West Coast rapper Kendrick Lamar

West Coast rap je rapová scéna západního pobřeží USA (Los Angeles, San Diego, San Francisco, San Jose, Oakland a Seattle), jemuž dominuje gangsta rap. Tento směr zde získal největší popularitu zejména v 90. letech 20. století díky takovým jménům jako je Dr. Dre, Snoop Dogg, Ice Cube, Xzibit, Nate Dogg, 2Pac, Cypress Hill, Ice-T, Young Maylay, MC Ren, Dub C, Eazy-E nebo skupina N.W.A.
West Coast rap neproslavila pouze tato jména, ale i spor s východním pobřežím, tedy s East Coast, který vyvrcholil v 90. letech a nedopadl příliš šťastně. Zemřelo mnoho legend na obou stranách, z nichž nejznámějšími byli Tupac Shakur nebo Christopfer „Biggie Smalls“ Wallace. Mezi West Coast a East Coast ovšem nepanovala pouze nenávist, mnoho MC's a producentů z obou pobřeží spolupracovalo, příkladem je Dr. Dre, jenž je považován za vůbec nejúspěšnějšího hip-hopového producenta[zdroj?] a který má na kontě spolupráci s jmény jako Eminem, nebo jeho „objev“ 50 Cent, který je east coast rapper.
Nejznámější představitelé West Coast: 2Pac, Bad Azz, Daz Dillinger, DJ Quik, DJ Yella, Dr. Dre, Eazy-E, Ice Cube, Kurupt, MC Ren, Nate Dogg, N.W.A, RBX, Roger, Snoop Dogg, Soopafly, Tha Dogg Pound, The D.O.C., Warren G, Xzibit.
Za zakladatele West Coast a gangsta rapu se dá považovat skupina N.W.A, která byla přidána do rock'n'rollové síně slávy. Skupina byla založena v roce 1987 ve městě Compton a působila ve složení: Ice Cube, Eazy-E, MC Ren, Dr. Dre a DJ Yella. Většinu skladeb pro tuto skupinu ale napsal rapper The D.O.C. Skupina vydala hity jako „Fuck The Police“, „Straight Outta Compton“, „Gangsta Gangsta“, „Express Yourself“, „100 Miles and Runinn'“, „Dopeman“ aj.  O skupině byl natočen film Straight Outta Compton.